# ذكر (جنس)

رمز الذكر.

الذَكَر (ورمزه ♂) هو أحد جنسين في الكائنات الحية، وباستطاعته إنتاج خلايا ذكرية تناسلية صغيرة الحجم، يمكن أن تتحد مع الخلايا الأنثوية التناسلية الأكبر حجماً، أثناء عملية الإخصاب في التكاثر الجنسي، أصل رسم الرموز الدلالية للذكر (♂) والأنثى (♀) يعود إلى الحقبة الإغريقية هي أن رمز الذكر (♂) حيث يعبر الرمح والدرع عن ألهة الحرب الإغريقي مارس (كوكب المريخ) ورمز الأنثى (♀) يعبر عن المرآة اليدوية لآلهة الحب والجمال فينوس (كوكب الزهرة).

## لفظ ذَكَر في القرآن الكريم
ذُكر لفظ (ذكر) في القرآن الكريم ثماني عشرة مرة، نصفها للمساواة مع الأنثى ونصفها الآخر لعدم المساواة، المساواة في الخلق «وَأَنَّهُ خَلَقَ الزَّوْجَيْنِ الذَّكَرَ وَالْأُنْثَى» للتكامل بينهما عضويا ونفسيا حتى تستأنف الحياة من خلال الذرية «فَجَعَلَ مِنْهُ الزَّوْجَيْنِ الذَّكَرَ وَالْأُنْثَى»، كل منهما مكمل للآخر، ولا تستقيم الحياة بطرف دون آخر، والتفاوت بينهما في العمل والأداء «وَمَا خَلَقَ الذَّكَرَ وَالْأُنْثَى، إِنَّ سَعْيَكُمْ لَشَتَّى».
الاختلاف بينهما من أجل التعدد والوحدة، التفرق والتعارف «يَا أَيُّهَا النَّاسُ إِنَّا خَلَقْنَاكُمْ مِنْ ذَكَرٍ وَأُنْثَى وَجَعَلْنَاكُمْ شُعُوبًا وَقَبَائِلَ لِتَعَارَفُوا»، «وَمَا خَلَقَ الذَّكَرَ وَالْأُنْثَى، إِنَّ سَعْيَكُمْ لَشَتَّى».
والمساواة في الخلق والاختلاف في السعي، أي في الأعمال طبقا لقانون واحد يطبق على الاثنين وهو قانون الاستحقاق «فَاسْتَجَابَ لَهُمْ رَبُّهُمْ أَنِّي لَا أُضِيعُ عَمَلَ عَامِلٍ مِنْكُمْ مِنْ ذَكَرٍ أَوْ أُنْثَى» يتساويان في الجزاء على العمل الصالح «وَمَنْ يَعْمَلْ مِنَ الصَّالِحَاتِ مِنْ ذَكَرٍ أَوْ أُنْثَى وَهُوَ مُؤْمِنٌ فَأُولَئِكَ يَدْخُلُونَ الْجَنَّةَ»، ويحيا كلاهما في الدنيا حياة طيبة وفي الآخرة لهما الجنة «مَنْ عَمِلَ صَالِحًا مِنْ ذَكَرٍ أَوْ أُنْثَى وَهُوَ مُؤْمِنٌ فَلَنُحْيِيَنَّهُ حَيَاةً طَيِّبَةً»، «وَمَنْ عَمِلَ صَالِحًا مِنْ ذَكَرٍ أَوْ أُنْثَى وَهُوَ مُؤْمِنٌ فَأُولَئِكَ يَدْخُلُونَ الْجَنَّةَ».
أما عدم المساواة فإنها ترد طبقا للعقلية العربية البدوية في تفضيل الذكر على الأنثى «وَلَيْسَ الذَّكَرُ كَالْأُنْثَى»، وتصور الله أنثى وليس ذكرا «أَلَكُمُ الذَّكَرُ وَلَهُ الْأُنْثَى». كما يرد في إطار الميراث، أن الأنثى لها نصف ما للذكر في مجتمع له لم يكن للأنثى أي حق، بل ليس لها أي حق في الحياة وفي الوجود «يُوصِيكُمُ اللهُ فِي أَوْلَادِكُمْ لِلذَّكَرِ مِثْلُ حَظِّ الْأُنْثَيَيْنِ»، بالرغم من أن بعض العالمين بقانون الميراث والمعادلات الرياضية يقولون إنه في بعض الحالات يكون للأنثى نصيب أعلى من الذكر، ولما كانت الوحدة هي الأسرة وليس الفرد يكون لها نصيب ونصف، ذكرا وأنثى.
أما لفظ (الأنثى) فقد ذكر ثلاثين مرة، أكثر من الذكر، نصفها مفرد «أنثى» وربعها مثنى «أنثيين» والربع الأخير جمعا «إناث»، والمعنى الغالب على الاستعمال المفرد هو المساواة في الجزاء طبقا لقانون الاستحقاق «أَنِّي لَا أُضِيعُ عَمَلَ عَامِلٍ مِنْكُمْ مِنْ ذَكَرٍ أَوْ أُنْثَى»، «وَمَنْ يَعْمَلْ مِنَ الصَّالِحَاتِ مِنْ ذَكَرٍ أَوْ أُنْثَى وَهُوَ مُؤْمِنٌ فَأُولَئِكَ يَدْخُلُونَ الْجَنَّةَ».
وينال كل منهما الحياة الأبدية على السواء «مَنْ عَمِلَ صَالِحًا مِنْ ذَكَرٍ أَوْ أُنْثَى وَهُوَ مُؤْمِنٌ فَلَنُحْيِيَنَّهُ»، وكلاهما له نفس الجزاء «وَمَنْ عَمِلَ صَالِحًا مِنْ ذَكَرٍ أَوْ أُنْثَى وَهُوَ مُؤْمِنٌ فَأُولَئِكَ يَدْخُلُونَ الْجَنَّةَ»، وهناك المساواة في الخلق وفي الطبيعة «وَأَنَّهُ خَلَقَ الزَّوْجَيْنِ الذَّكَرَ وَالْأُنْثَى» وخلق كلاهما من مَنِيّ واحد «فَجَعَلَ مِنْهُ الزَّوْجَيْنِ الذَّكَرَ وَالْأُنْثَى».
والله يعلم ما في الأرحام «وَمَا تَحْمِلُ مِنْ أُنْثَى وَلَا تَضَعُ إِلَّا بِعِلْمِهِ»، إن الله هو الذي يصور في الأرحام الذكور والإناث «يَهَبُ لِمَنْ يَشَاءُ إِنَاثًا وَيَهَبُ لِمَنْ يَشَاءُ الذُّكُورَ»، وبزواج الإناث والذكور ينشأ الخلق العظيم «أَوْ يُزَوِّجُهُمْ ذُكْرَانًا وَإِنَاثًا وَيَجْعَلُ مَنْ يَشَاءُ عَقِيمًا إِنَّهُ عَلِيمٌ قَدِيرٌ».
أما عدم المساواة في الميراث «لِلذَّكَرِ مِثْلُ حَظِّ الْأُنْثَيَيْنِ» في مجتمع لم يكن للمرأة فيه حق للميراث، والأغلب أن يأتي ذكر عدم المساواة تهكما على العقلية البدوية التي تجعل للذكر قيمة أعلى من الأنثى منذ الميلاد «فَلَمَّا وَضَعَتْهَا قَالَتْ رَبِّ إِنِّي وَضَعْتُهَا أُنْثَى وَاللهُ أَعْلَمُ بِمَا وَضَعَتْ وَلَيْسَ الذَّكَرُ كَالْأُنْثَى»، فهي العادة التي جعلت وجه العربي يسود إذا بُشر بأن المولود أنثى «وَإِذَا بُشِّرَ أَحَدُهُمْ بِالْأُنْثَى ظَلَّ وَجْهُهُ مُسْوَدًّا وَهُوَ كَظِيمٌ». وطبقا لهذه العادة لا يمكن تصور الله أنثى «أَلَكُمُ الذَّكَرُ وَلَهُ الْأُنْثَى»، «إِنْ يَدْعُونَ مِنْ دُونِهِ إِلَّا إِنَاثًا وَإِنْ يَدْعُونَ إِلَّا شَيْطَانًا مَرِيدًا».
والمتدبر لكتاب الله سوف يدرك أن الآيات التي وردت فيها كلمتي الذكر والأنثى وردت لتثبت مبدأ التكامل وليس مبدأ التناقض والتنافس أو المعاداة، فالحياة على هذه الأرض لا تكتمل بدون زوجين اثنين سواء من البشر أو الحيوان أو النبات. والرجل والمرأة متساويان في الطاعات والثواب والعقاب مع وجود بعض الاختلافات البسيطة التي لها علاقة بتكوينهما الجسدي.
وقد قال الله تعالى في سورة النحل: (مَنْ عَمِلَ صَالِحًا مِنْ ذَكَرٍ أَوْ أُنْثَى وَهُوَ مُؤْمِنٌ فَلَنُحْيِيَنَّهُ حَيَاةً طَيِّبَةً وَلَنَجْزِيَنَّهُمْ أَجْرَهُمْ بِأَحْسَنِ مَا كَانُوا يَعْمَلُونَ).
ولا توجد آية واحدة في القرآن تقول بأن الرجل هو أساس حضارات الشعوب أو أن الرجل وحده قادر على الحياة بدون المرأة، فالمرأة جزء لا يتجزأ من تكوين الحضارات والشعوب كما ورد في سورة الحجرات:
(يَا أَيُّهَا النَّاسُ إِنَّا خَلَقْنَاكُمْ مِنْ ذَكَرٍ وَأُنْثَى وَجَعَلْنَاكُمْ شُعُوبًا وَقَبَائِلَ لِتَعَارَفُوا إِنَّ أَكْرَمَكُمْ عِنْدَ اللَّهِ أَتْقَاكُمْ إِنَّ اللَّهَ عَلِيمٌ خَبِيرٌ)  
فلا فرق بين ذكر أو أنثى في تشكيل الحياة وإن كان هناك مفاضلة، فإن مقياسها الأساسي هو التقوى، أما قوامة الرجل فهي تكليف ومسؤولية كبيرة وليست تشريف وليست من أجل التحكم والسيطرة وقهر المرأة، وإن كان هناك من يفهم آية القوامة بهذا الشكل، فيتوجب عليه مراجعة سيرة نبينا الحبيب عليه أفضل الصلاة والسلام وأخلاقه مع زوجاته أمهات المؤمنين رضي الله عنهن.
والحقيقة أن المتأمل والمتدبر للقرآن يجد أن في القرآن قصص لرجال ونساء كثر...فيهم الصالح وفيهم الطالح، فالقرآن الكريم لم ينسب صفة سيئة لجنس النساء أجمع، بل عندما ذُكرت الصفات السيئة، لم تكن تعميما بل كانت لحالات خاصة مذكورة بالتفصيل.

## مقالات ذات صلة
- أنثى
- إبادة ذكرية